# Január 31.
Január 31. az év 31. napja a Gergely-naptár szerint. Az évből még 334 (szökőévekben 335) nap van hátra.
Névnapok: Marcella + Círus, Csikó, Csörsz, Gamáliel, Geminián, Janek, János, Ludovika, Lujza, Péter, Pető, Vulfia, Zella, Zsella

## Események

### Politikai események
- 1606 – Londonban kivégzik Guy Fawkest, aki I. Jakab angol király ellen szervezte meg a Lőporos összeesküvést („The Gunpowder Plot”).
- 1808 – Napóleon bekebelezi a Raguzai Köztársaságot a Francia Császárságba.
- 1927 – A Szövetséges Katonai Ellenőrző Bizottság megszünteti a német fegyverkezés ellenőrzését.
- 1929 – Lev Davidovics Trockijt száműzik a Szovjetunióból.
- 1956 – Guy Mollet lesz Franciaország miniszterelnöke.
- 1968 – A Vietkong csapatai megtámadják Saigonban az Amerikai Egyesült Államok nagykövetségét.
- 2008 – Szabadlábra helyezik Franciaországban a január 9. óta fogva tartott volt grúz védelmi minisztert, Irakli Okruasvilit, akinek letartóztatását a grúz kormány kérte.
- 2020 – Az Egyesült Királyság kilép az Európai Unióból.

### Tudományos és gazdasági események
- 1747 – A London Dock Hospitalban megalapítják az első nemibeteg-gondozót.
- 1941 – A Budapest–Cegléd–vasútvonal töltésen futó új szakaszának átadásával megszűnik a Kőbányai úti (Liget téri) halálsorompó.
- 1958 – Az Amerikai Egyesült Államok útjára indítja az Explorer–1-et, mely a világ harmadik, de az ország első sikeresen pályára állított műholdja volt.
- 1971 – Az Apollo–14 holdexpedíció indulása.
- 1990 – Moszkvában megnyílik az első McDonald’s étterem.

### Kulturális események
- 1964 – Elindul a „Delta” című tudományos ismeretterjesztő TV-műsor.
- 1977 – Megnyílik a high-tech építészeti stílusa miatt Párizs nevezetességei közé tartozó Pompidou központ

### Egyéb események
- 1925 - Egerben és környékén 5,0-ös erősségű földrengés volt.
- 1953 – Hollandiában egy vihardagály 1800 ember életét követeli.

## Születések
- 1550 – I. Henrik guise-i herceg, hadvezér, a Szent Liga vezetője († 1588)
- 1512 – I. (Kardinális) Henrik portugál király († 1580)
- 1759 – François Devienne francia zeneszerző, fuvola- és fagottvirtuóz († 1803)
- 1797 – Franz Schubert osztrák zeneszerző († 1828)
- 1798 – Carl Gottlieb Reissiger német karmester, zeneszerző († 1859)
- 1804 – Bajza József lapszerkesztő, kritikus († 1858)
- 1813 – Agostino Depretis olasz államférfi, miniszterelnök († 1887)
- 1868 – Theodore William Richards Nobel-díjas amerikai vegyész († 1928)
- 1877 – Magyar Ede magyar műépítész († 1912)
- 1886 – Issekutz Béla Kossuth-díjas farmakológus, gyógyszervegyész, az MTA tagja († 1979)
- 1894 – Konrád Ignác magyar festő- és szobrászművész († 1969)
- 1902 – Jávor Pál magyar színész († 1959)
- 1908 – Bill Cantrell amerikai autóversenyző († 1996)
- 1909 – Farádi László magyar orvos, politikus, miniszterhelyettes († 1993)
- 1913 – Walter Winterbottom angol labdarúgó, edző († 2002)
- 1917 – Jermy Tibor agrozoológus, entomológus, ökológus, az MTA tagja († 2014)
- 1921 – Mario Lanza olasz származású amerikai operaénekes († 1959)
- 1923 – Norman Mailer amerikai író († 2007)
- 1924 – John Lukacs Széchenyi-díjas amerikai-magyar történész († 2019)
- 1924 – Tengiz Abuladze grúz filmrendező, forgatókönyvíró, egyetemi tanár († 1994)
- 1925 – Csohány Kálmán magyar grafikusművész († 1980)
- 1927 – Győriványi Sándor magyar politikus, tanár, technikatörténész († 2007)
- 1930 – Jo Bonnier svéd autóversenyző († 1972)
- 1934 – Tino Brambilla olasz autóversenyző († 2020)
- 1935 – Óe Kenzaburó irodalmi Nobel-díjas japán író († 2023)
- 1938 – Beatrix holland királynő
- 1939 – Komáromy Éva Déryné-díjas magyar színésznő, a Miskolci Nemzeti Színház örökös tagja († 2017)
- 1941 – Mayer Mihály pécsi püspök
- 1942 – Derek Jarman angol rendező († 1994)
- 1948 – Almásy Albert Éva magyar színésznő
- 1948 – Kováts Kolos Kossuth-díjas magyar operaénekes
- 1953 – Selényi Hédi magyar énekesnő, popénekes
- 1954 – Mauro Baldi olasz autóversenyző
- 1955 – Turpinszky G. Béla magyar színész, rendező
- 1956 – Johnny Rotten brit zenész
- 1965 – Igaly Diána olimpiai bajnok magyar sportlövő († 2021)
- 1966 – Kicska László magyar basszusgitáros, a Subway Stúdió produkciós vezetője
- 1966 – JJ Lehto finn autóversenyző
- 1970 – Minnie Driver brit színésznő
- 1971 – I Jonge dél-koreai színésznő
- 1971 – Aradi Tibor magyar humorista, kabarészínész, újságíró
- 1972 – Bognár Gyöngyvér Jászai Mari-díjas magyar színésznő
- 1978 – Oláh Ibolya magyar énekesnő
- 1981 – Justin Timberlake amerikai énekes
- 1985 – Fridrik Noémi magyar színésznő
- 1986 – Qin Kai kínai műugró
- 1986 – Foki Veronika magyar színésznő
- 1986 – Ivan Blagov azeri műkorcsolyázó
- 1986 – Walter Dix amerikai futó
- 1989 – Molnár Csilla meteorológus, fizikus
- 1989 – John Travers ír színész
- 1993 – Ku Boncshan, dél-koreai íjász
- 1995 – Isaak Guderian, német énekes
- 1997 – Donte DiVincenzo amerikai kosárlabdázó

## Halálozások
- 1632 – Jobst Bürgi vagy Joost Bürgi svájci órásmester és matematikus (* 1552)
- 1933 – John Galsworthy Nobel-díjas angol író (* 1867)
- 1944 – Jean Giraudoux francia író, drámaíró, diplomata (* 1882)
- 1955 – John Raleigh Mott Nobel-békedíjas metodista lelkész (* 1865)
- 1956 – Alan Alexander Milne angol író, drámaíró, publicista (* 1882)
- 1960 – Harry Blanchard amerikai autóversenyző (* 1929)
- 1966 – Dirk Brouwer holland származású amerikai csillagász (* 1902)
- 1970 – Mihail Leontyjevics Mil szovjet mérnök, helikopter-tervező (* 1909)
- 1970 – Slim Harpo amerikai blues-énekes (* 1924)
- 1973 – Edith Anne Robertson skót költő (* 1883)
- 1987 – Veriko Andzsaparidze szovjet, grúz színésznő (* 1897)
- 1993 – Ruzicskay György magyar festőművész (* 1896)
- 1995 – Márkus Ferenc magyar színész (* 1911)
- 2001 – Orosz Mihály magyar középiskolai tanár, országgyűlési képviselő (* 1905)
- 2008 – Lükő Zsolt magyar honvédtiszt, posztumusz hadnagy (* 1977)
- 2014 – Jancsó Miklós kétszeres Kossuth-díjas és Balázs Béla-díjas magyar filmrendező, forgatókönyvíró, érdemes és kiváló művész (* 1921)
- 2015 – Gordon Zsuzsa kétszeres Jászai Mari-díjas magyar színésznő (* 1929)
- 2017 – Mózes Attila romániai magyar író, irodalomkritikus, szerkesztő (* 1952)
- 2019 – Ihász Kálmán olimpiai bajnok magyar labdarúgó (* 1941)
- 2020 – Mary Higgins Clark amerikai regényírónő (* 1927)
- 2020 – Tornai József Kossuth- és József Attila-díjas magyar költő, író, műfordító, a nemzet művésze (* 1927)
- 2022 – Babarczy László Kossuth- és Jászai Mari-díjas magyar színházi rendező, színigazgató, egyetemi tanár (* 1941)
- 2023 – Schmidt Egon ornitológus, Kossuth-díjas író (* 1931)

## Ünnepek, emléknapok, világnapok
- Bosco Szent János ünnepe a katolikus egyházban
- Nauru: a függetlenség napja
- Imbolc – télbúcsúztató, sötétedéskor kezdődik, és február 1-jén tartják, Brigid kelta istennő ünnepe: a kelta tradíció szerint Imbolc a tavasz első napja, a télre akolba zárt állatokat ismét kiengedik legelni a rétekre. (A katolikus egyház később felváltotta ezt az ünnepet a február 2-i „Gyertyaszentelővel”, ami Szűz Mária ünnepe)